# Stade Gabèsien
O Stade Gabèsien é um clube de futebol tunisiano com sede em Gabès. A equipe compete no Campeonato Tunisiano de Futebol.

## História
O clube foi fundado em 1957.